# Channing Tatum
Channing Matthew Tatum (Cullman, 26 aprile 1980) è un attore, ballerino, produttore cinematografico ed ex modello statunitense.
È noto principalmente per i ruoli del ballerino Tyler Gage nella serie di film Step Up (2006) e Step Up 2 - La strada per il successo (2008), del soldato Duke nei film G.I. Joe - La nascita dei Cobra (2009) e G.I. Joe - La vendetta (2013), dello spogliarellista Mike nella serie di film Magic Mike (2012), del co-protagonista con Jonah Hill dei film 21 Jump Street (2012) e 22 Jump Street (2014) e del mutante supereroe Gambit nei film del Marvel Cinematic Universe Deadpool & Wolverine (2024) e Avengers: Doomsday (2026).
Altri film noti in cui ha recitato sono Coach Carter (2004), Sotto assedio - White House Down (2012), Foxcatcher - Una storia americana (2014), Jupiter - Il destino dell'universo (2015), The Hateful Eight (2015), La truffa dei Logan (2017), Kingsman - Il cerchio d'oro (2017), The Lost City (2022).

## Biografia
Channing è nato in Alabama figlio di Kay e Glenn Tatum. Ha una sorella maggiore di nome Paige, le sue origini sono un misto di sangue nativo, francese, inglese, tedesco e irlandese. I genitori lo iscrivono all'età di nove anni all'Accademia militare, allo scopo di imporgli delle regole e una disciplina rigida. Dopo aver lasciato gli studi, pratica i lavori più disparati, dal dog-sitter al muratore, al commesso in un negozio. Nel 1999, all'età di 19 anni, ha lavorato come spogliarellista in un locale di Tampa sotto lo pseudonimo di Chan Crawford..

### Gli inizi
Si fa notare per la prima volta nel 2000 quando partecipa al videoclip di She Bangs, di Ricky Martin. Successivamente inizia a lavorare come modello per un'agenzia di Miami, che lo porta a comparire sulla copertina di Vogue e per l'inserto di moda del New York Times, inoltre partecipa a campagne pubblicitarie per Emporio Armani, Dolce & Gabbana e Abercrombie & Fitch che lo portano a girare il mondo tra Parigi, Milano e New York.

### Il successo
Dopo aver partecipato nel 2004 ad un episodio di CSI: Miami, decide di provare la carriera di attore. Nel 2005 ottiene un ruolo nel film Coach Carter dove recita al fianco di Samuel L. Jackson; nello stesso anno appare, non accreditato, nel film La guerra dei mondi, dove interpreta un ragazzo in chiesa, e appare nel film Supercross. Si fa conoscere dal grande pubblico nel 2006 quando veste i panni del ribelle ballerino hip hop Tyler Gage, nel film Step Up. Partecipa anche ai videoclip legati alla colonna sonora del film, ovvero Give It Up to Me di Sean Paul e Get Up di Ciara. Sempre nel 2006 partecipa a Guida per riconoscere i tuoi santi, presentato con successo al Sundance Film Festival. Nel film interpreta Antonio, ruolo per quale riceve una nomination agli Independent Spirit Awards come miglior attore non protagonista. Ha sostenuto un provino per il ruolo di Gambit in X-Men - Conflitto finale, ma senza successo.

### Dal 2007 al 2013

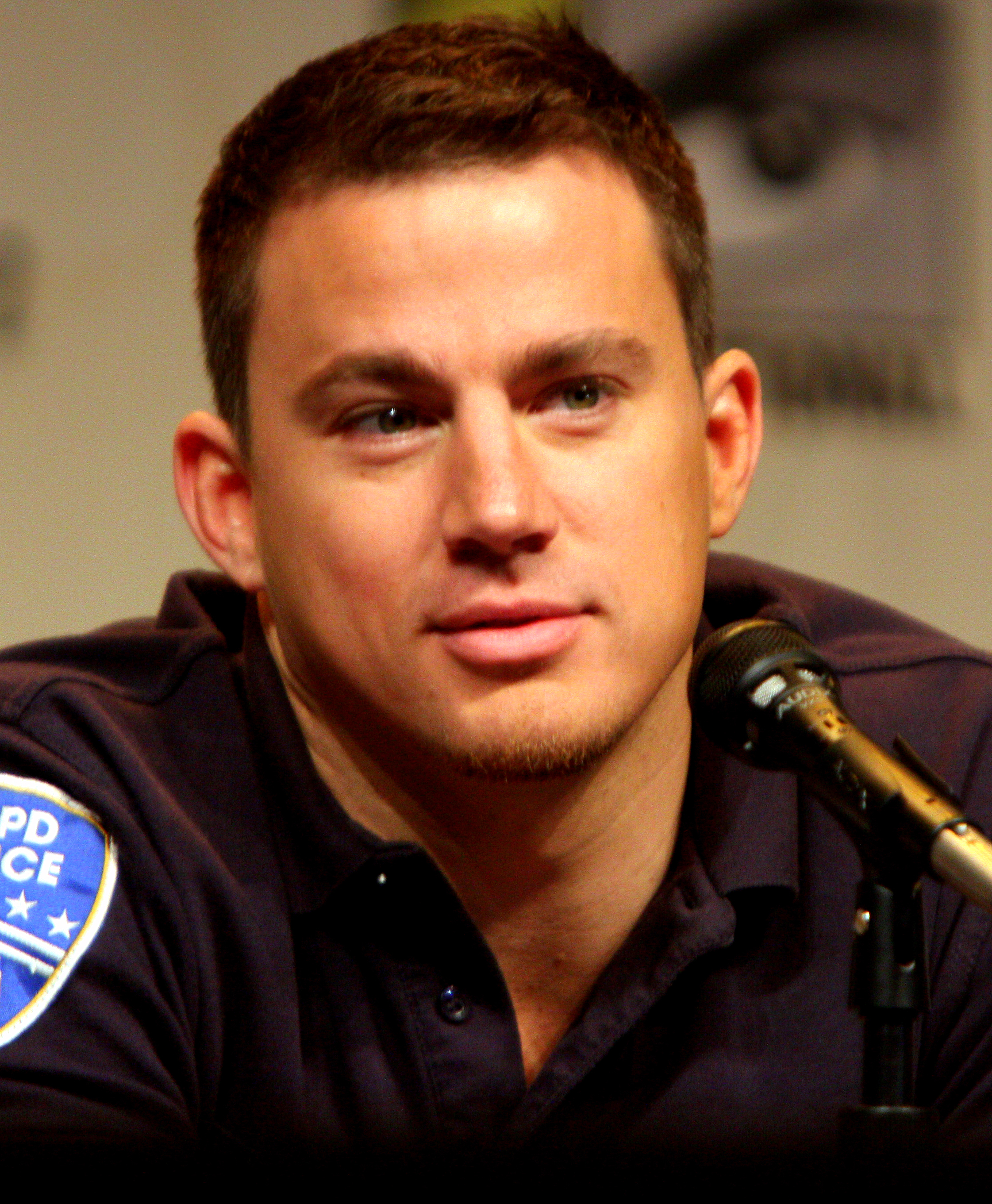
Channing Tatum al WonderCon 2012

Dopo essere apparso nel 2007 in Battle in Seattle e The Trap, interpreta nel 2008, al fianco di Ryan Phillippe in Stop-Loss per la regia di Kimberly Peirce, il soldato Steve in ritorno dall'Iraq. Nel 2009 ha il ruolo da protagonista nel film Fighting, dove recita di nuovo sotto la regia di Dito Montiel. Si spoglia dei panni del combattente e veste quelli del gangster nel film Nemico pubblico - Public Enemies. Lo stesso anno interpreta il soldato Duke nel film G.I. Joe - La nascita dei Cobra basato sui giocattoli della Hasbro. Nel 2010 riveste i panni del soldato, ma questa volta per la regia di Lasse Hallström al fianco di Amanda Seyfried nella pellicola Dear John.
Nel 2011 recita nel film The Eagle. Durante le riprese, in Scozia rimase vittima di un incidente. Nel 2012 recita nel film La memoria del cuore insieme all'attrice Rachel McAdams e poi nel film Magic Mike in cui è attore protagonista, storia di un giovane manager di giorno e spogliarellista di notte (la storia è tratta dalla vera vita giovanile dell'attore che per alcuni anni fece davvero lo spogliarellista). Nel novembre del 2012 si classifica al primo posto nella classifica degli uomini più sexy, stilata dalla rivista People.
Nel 2013 recita nel film Effetti collaterali di Steven Soderbergh, con Rooney Mara, Jude Law e Catherine Zeta-Jones. Riprende il ruolo di Duke in G.I. Joe - La vendetta, sequel del film del 2009 G.I. Joe - La nascita dei Cobra, il cast comprende anche Dwayne Johnson e Bruce Willis. Inoltre è protagonista del film Sotto assedio - White House Down dove ricopre il ruolo di un agente segreto che cerca di salvare il Presidente americano interpretato da Jamie Foxx, insieme a loro nel cast anche Maggie Gyllenhaal. Sempre nello stesso anno, Forbes lo nomina il secondo attore più pagato con un guadagno di 60 milioni di dollari.

### Dal 2014 ad oggi
Nel 2014 è protagonista assieme a Jonah Hill di 22 Jump Street, sequel di 21 Jump Street, in cui i due protagonisti sono due agenti segreti che si infiltreranno al college per scovare un traffico di droga, e di Foxcatcher, film in cui è nei panni del campione olimpico di lotta libera Mark Schultz e che racconta dell'omicidio del fratello Dave compiuto per mano di John du Pont, interpretato da Steve Carell. Il film è stato presentato in anteprima al festival del cinema di Cannes, ed ha ricevuto 5 nomination agli Oscar.
Nel 2015 è protagonista accanto a Mila Kunis del film Jupiter - Il destino dell'universo mentre nel mese di luglio torna a vestire i panni di Mike nel film Magic Mike XXL, sequel della pellicola del 2012. La storia riprenderà a tre anni di distanza, dopo che Mike si è tirato fuori dalla vita da spogliarellista, e dove superstiti della squadra di stripper sono pronti ormai a gettare la spugna, ma solo dopo uno spettacolo indimenticabile a Myrtle Beach.
Nel 2016 interpreta la commedia Ave, Cesare! diretta dai fratelli Joel ed Ethan Coen, mentre l'anno successivo è il protagonista di La truffa dei Logan, diretto da Steven Soderbergh, in cui affianca Adam Driver e Daniel Craig. Sempre nel 2017 è nel cast dell'action movie di spionaggio Kingsman - Il cerchio d'oro, per la regia di Matthew Vaughn.

Nel 2021 interpreta George Washington nel film d'animazione America: il film. Nel 2022 affianca Sandra Bullock e Daniel Radcliffe nella commedia d'avventura The Lost City, diretta da Aaron e Adam Nee. Nello stesso anno esordisce dietro la macchina da presa con Io e Lulù, film che racconta la storia dell'amicizia tra un ex soldato e la cagnolina di un suo commilitone, morto in missione. Il film viene distribuito in Italia il 12 maggio.

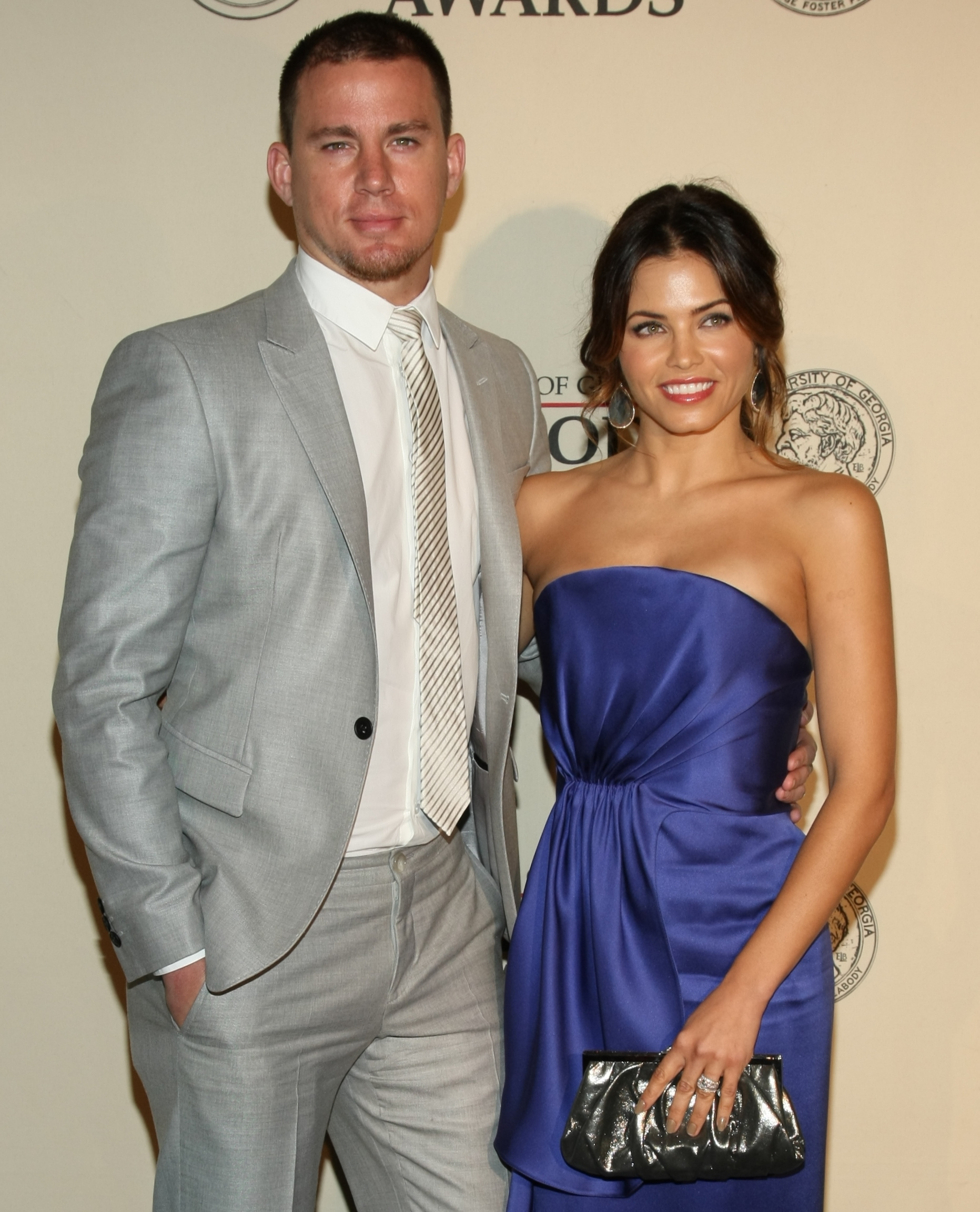
Channing Tatum con l'ex moglie Jenna Dewan ai Peabody Awards 2012

Nel 2024, nonostante la cancellazione di un film non realizzato, ha ottenuto il ruolo del mutante supereroe Gambit nel trentaquattresimo capitolo cinematografico del Marvel Cinematic Universe Deadpool & Wolverine, distribuito nelle sale il 26 luglio dello stesso anno. L'attore torna a rivestire i panni di Gambit nel film Avengers: Doomsday (2026).

## Vita privata
L'11 luglio 2009 sposa l'attrice Jenna Dewan, conosciuta sul set di Step Up, a Malibù. Il 18 dicembre 2012 la coppia annuncia di aspettare il primo figlio ed il 31 maggio 2013 diventano genitori di una bambina, Everly Elizabeth Maiselle Tatum, nata a Londra. Il 3 aprile 2018, con un annuncio sui social, comunicano il loro divorzio. In seguito Tatum ha avuto una relazione con la cantante Jessie J dal 2018 al 2020. Dal 2021 ha una relazione con Zoë Kravitz. Dopo il fidanzamento ufficiale della coppia, i due attori si separano nel mese di ottobre del 2024.
È fan dei Linkin Park e si espose personalmente in un'intervista dopo la morte del loro frontman e cantante Chester Bennington (che Tatum ebbe anche l'occasione di incontrare alcune volte).
È un amante delle arti marziali, e pratica sin da bambino taekwondo. Inoltre, è un grande appassionato di tennis.
Tatum soffre di disturbo da deficit di attenzione/iperattività.

## Filmografia

### Attore

#### Cinema

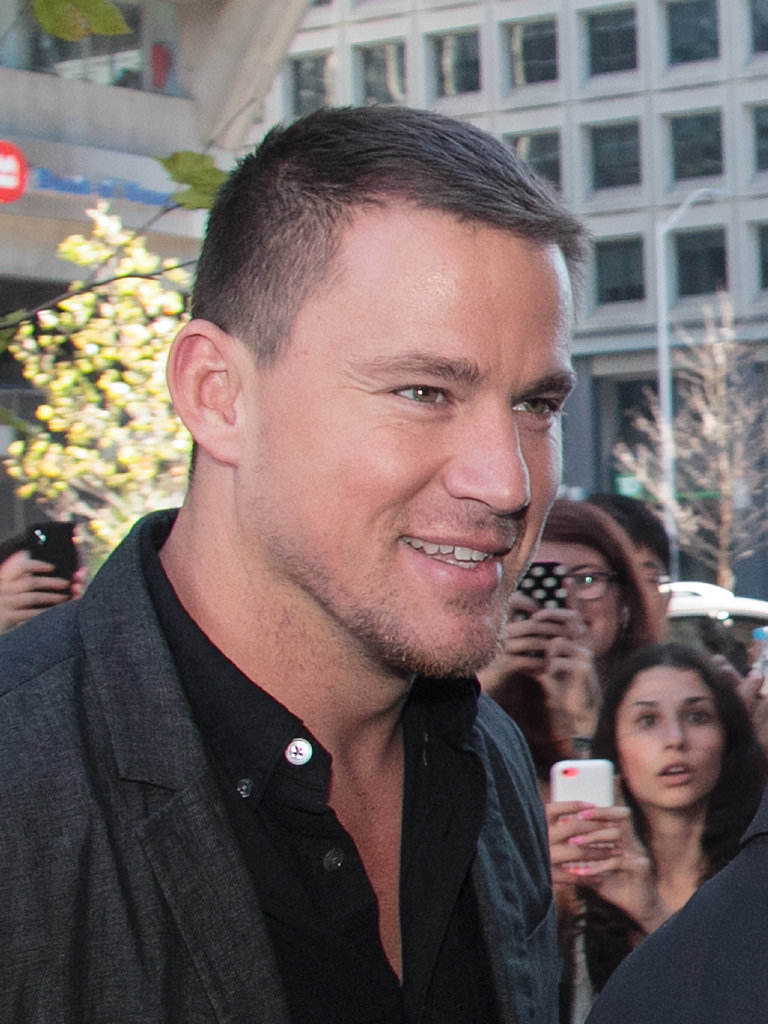
Channing Tatum al Toronto International Film Festival 2014

- Coach Carter, regia di Thomas Carter (2005)
- Supercross, regia di Steve Boyum (2005)
- La guerra dei mondi (War of the Worlds), regia di Steven Spielberg (2005) – non accreditato
- Havoc - Fuori controllo (Havoc), regia di Barbara Kopple (2005)
- Guida per riconoscere i tuoi santi (A Guide to Recognizing Your Saints), regia di Dito Montiel (2006)
- She's the Man, regia di Andy Fickman (2006)
- Step Up, regia di Anne Fletcher (2006)
- The Trap, regia di Rita Wilson – cortometraggio (2007)
- Battle in Seattle - Nessuno li può fermare (Battle in Seattle), regia di Stuart Townsend (2007)
- Step Up 2 - La strada per il successo (Step Up 2 the Streets), regia di Jon M. Chu (2008) – cameo
- Stop-Loss, regia di Kimberly Peirce (2008)
- Fighting, regia di Dito Montiel (2009)
- Nemico pubblico - Public Enemies (Public Enemies), regia di Michael Mann (2009)
- G.I. Joe - La nascita dei Cobra (G.I. Joe: Rise of Cobra), regia di Stephen Sommers (2009)
- Dear John, regia di Lasse Hallström (2010)
- Morgan and Destiny's Eleventeenth Date: The Zeppelin Zoo, regia di Joseph Gordon-Levitt – cortometraggio (2010)
- Il dilemma (The Dilemma), regia di Ron Howard (2011)
- The Eagle, regia di Kevin Macdonald (2011)
- The Son of No One, regia di Dito Montiel (2011)
- Knockout - Resa dei conti (Haywire), regia di Steven Soderbergh (2011)
- 10 Years, regia di Jamie Linden (2011)
- 21 Jump Street, regia di Phil Lord e Christopher Miller (2012)
- La memoria del cuore (The Vow), regia di Michael Sucsy (2012)
- Magic Mike, regia di Steven Soderbergh (2012)
- G.I. Joe - La vendetta (G.I. Joe: Retaliation), regia di Jon M. Chu (2013)
- Effetti collaterali (Side Effects), regia di Steven Soderbergh (2013)
- Don Jon, regia di Joseph Gordon-Levitt (2013) – cameo
- Sotto assedio - White House Down (White House Down), regia di Roland Emmerich (2013)
- Facciamola finita (This Is the End), regia di Evan Goldberg e Seth Rogen (2013) - cameo
- 22 Jump Street, regia di Phil Lord e Christopher Miller (2014)
- Foxcatcher - Una storia americana (Foxcatcher), regia di Bennett Miller (2014)
- Jupiter - Il destino dell'universo (Jupiter Ascending), regia di Lana e Andy Wachowski (2015)
- Magic Mike XXL, regia di Gregory Jacobs (2015)
- The Hateful Eight, regia di Quentin Tarantino (2015)
- Ave, Cesare! (Hail, Caesar!), regia di Joel ed Ethan Coen (2016)
- La truffa dei Logan (Logan Lucky), regia di Steven Soderbergh (2017)
- Kingsman - Il cerchio d'oro (Kingsman: The Golden Circle), regia di Matthew Vaughn (2017)
- Free Guy - Eroe per gioco (Free Guy), regia di Shawn Levy (2021)
- Io e Lulù (Dog), regia di Reid Carolin e Channing Tatum (2022)
- The Lost City, regia di Aaron e Adam Nee (2022)
- Bullet Train, regia di David Leitch (2022)
- Magic Mike - The Last Dance (Magic Mike's Last Dance), regia di Steven Soderbergh (2023)
- Fly Me to the Moon - Le due facce della Luna (Fly Me to the Moon), regia di Greg Berlanti (2024)
- Deadpool & Wolverine, regia di Shawn Levy (2024)
- Blink Twice, regia di Zoë Kravitz (2024)

#### Televisione
- CSI: Miami – serie TV, episodio 3x02 (2004)
- Afterparty (The Afterparty) - serie TV, episodi 1x01-1x02 (2022)

#### Videoclip
- She Bangs di Ricky Martin (2000)
- Beautiful Trauma di Pink (2017)

### Doppiatore
- I Simpson (The Simpsons) – serie animata, episodio 25x09 (2013)
- The LEGO Movie, regia di Phil Lord e Christopher Miller (2014)
- Il libro della vita (Book of Life), regia di Jorge R. Gutierrez (2014)
- LEGO Batman - Il film (The Lego Batman Movie), regia di Chris McKay (2017)
- Comrade Detective – serie TV, 6 episodi (2017)
- Smallfoot - Il mio amico delle nevi (Smallfoot), regia di Karey Kirkpatrick e Jason Reisig (2018)
- The LEGO Movie 2 - Una nuova avventura (The Lego Movie 2: The Second Part), regia di Mike Mitchell (2019)
- America: il film (America: The Motion Picture), regia di Matt Thompson (2021)

### Produttore
- Earth Made of Glass, regia di Deborah Scranton – documentario (2010)
- 10 Years, regia di Jamie Linden (2011)
- 21 Jump Street, regia di Phil Lord e Christopher Miller (2012)
- Magic Mike, regia di Steven Soderbergh (2012)
- Sotto assedio - White House Down (White House Down) (2013)
- 22 Jump Street, regia di Phil Lord e Christopher Miller (2014)
- Magic Mike XXL, regia di Gregory Jacobs (2015)
- La truffa dei Logan (Logan Lucky), regia di Steven Soderbergh (2017)
- America: il film (America: The Motion Picture), regia di Matt Thompson (2021)
- Io e Lulù (Dog), regia di Reid Carolin e Channing Tatum (2022)
- Spaceman, regia di Johan Renck (2024)
- Blink Twice, regia di Zoë Kravitz (2024)

### Regista
- Io e Lulù (Dog), co-regia insieme a Reid Carolin (2022)

## Riconoscimenti
- Hollywood Film Awards
  - 2015 – Miglior cast per The Hateful Eight[31]
- Kids' Choice Awards
  - 2015 – Candidatura come Attore d'azione preferito per Jupiter - Il destino dell'universo[32]
- MTV Movie Awards
  - 2015 – Miglior performance comica per 22 Jump Street[33][34]
  - 2015 – Candidatura alla Miglior coppia con Jonah Hill per 22 Jump Street
  - 2015 – Candidatura alla Miglior performance maschile per Foxcatcher - Una storia americana
  - 2015 – Candidatura alla Miglior performance senza maglietta per Foxcatcher - Una storia americana
  - 2022 – Candidatura alla miglior coppia per The Lost City (condiviso con Sandra Bullock e Brad Pitt)
- Teen Choice Awards
  - 2008 – Miglior attore in un film drammatico per Stop-Loss
  - 2015 – Miglior attore dell'estate per Magic Mike XXL[35]
  - 2015 – Candidatura come miglior attore in un film sci-fi/fantasy per Jupiter - Il destino dell'universo

## Doppiatori italiani
Nelle versioni in italiano delle opere in cui ha recitato, Channing Tatum è stato doppiato da:
- Simone D'Andrea in Fighting, G.I. Joe - La nascita dei Cobra, Il dilemma, The Eagle, Magic Mike, G.I. Joe - La vendetta, Effetti collaterali, Magic Mike XXL, Ave, Cesare!, The Lost City, Magic Mike - The Last Dance, Fly Me to the Moon - Le due facce della Luna, Deadpool & Wolverine
- Marco Vivio in Sotto assedio - White House Down, Jupiter - Il destino dell'universo, Kingsman - Il cerchio d'oro, Free Guy - Eroe per gioco, Io e Lulù, Bullet Train, Blink Twice
- Francesco Bulckaen in Step Up, Step Up 2 - La strada per il successo
- Francesco Pezzulli in Stop-Loss, Dear John
- Alessandro Budroni in Knockout - Resa dei conti, La memoria del cuore
- Fabrizio De Flaviis in 21 Jump Street, 22 Jump Street
- Marco Baroni in CSI: Miami
- Alessandro Tiberi in Coach Carter
- Riccardo Niseem Onorato in Guida per riconoscere i tuoi santi
- Alessandro Rigotti in She's the Man
- Roberto Certomà in Battle in Seattle - Nessuno li può fermare
- David Chevalier in Nemico pubblico - Public Enemies
- Alessandro Quarta in The Son of No One
- Fabrizio Bucci in 10 Years
- Emilio Mauro Barchiesi in Facciamola finita
- Gianfranco Miranda in Foxcatcher - Una storia americana
- Riccardo Rossi in The Hateful Eight
- Stefano Crescentini in La truffa dei Logan

Da doppiatore è sostituito da:
- Gianfranco Miranda in The LEGO Movie, LEGO Batman - Il film, The LEGO Movie 2 - Una nuova avventura
- Francesco Pezzulli in Il libro della vita
- Lorenzo Licitra in Smallfoot - Il mio amico delle nevi
- Diego Baldoin in America: il film